# Global Touring Challenge: Africa
Global Touring Challenge: Africa (en abrégé GTC: Africa) est un jeu vidéo de course sorti en 2001 sur PlayStation 2 et développé par Rage Software.

## Accueil
GTC: Africa détient un score « moyen » de 64 sur l'agrégat d'examen Metacritic basé sur 12 avis.

### Critiques dans la presse spécialisée
- (en) Douglass C. Perry, « GTC Africa », sur IGN, 12 juin 2002
- (en) « GTC Africa (PS2) », sur Gamespy, 6 août 2002